# Arhiducele Ludwig Salvator, Prinț de Toscana
Arhiducele Ludwig Salvator de Austria (italiană Luigi Salvatore Maria Giuseppe Giovanni Battista Dominico Raineri Ferdinando Carlo Zenobio Antonino; germană Ludwig Salvator Maria Joseph Johann Baptist Dominicus Rainerius Ferdinand Carl Zenobius Antonin; n. 4 august 1847 - d. 12 octombrie 1915) a fost al patrulea fiu al lui Leopold al II-lea, Mare Duce de Toscana și al celei de-a doua soții, Prințesa Maria Antonia a celor Două Sicilii.

## Biografie
A fost verișor de-al doilea cu împăratul Franz Joseph. În tinerețe s-a îndrăgostit de Arhiducesa Matilda care era promisă Prințului Umberto de Savoia. Matilda a murit accidental; s-a plictisit în timp ce urmărea o paradă și a încercat să fumeze o țigară în secret, hainele ei au luat foc și a ars de vie. 
În 1867, Ludwig ajunge la Mallorca sub titlul său de Contele de Neuendorf. Îi plac aerul curat, apa și cerul albastru orbitor de la Mallorca care va deveni casa sa pentru restul vieții sale. A făcut explorări cu yacht-ul lui pe aburi numit Nixe. Era cunoscut pentru dragostea lui extremă pentru animale și natură. 

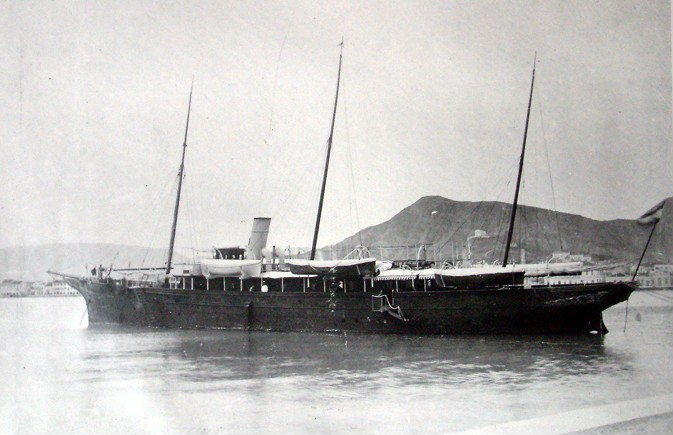
Nixe II

Nu s-a căsătorit niciodată. A avut o relație cu Catalina Homar, care l-a convins pe Ludwig să-i permită să viziteze Ierusalimul. Se crede că acolo ea a contactat lepra care a ucis-o în 1905.
Ludwig a avut mai multe iubite, multe din ele din Mallorca, și a avut copii nelegitimi. Cu toate acestea, s-a vorbit despre homosexualitatea lui din cauza unor scrisori pe care le-a primit de la un presupus iubit și care conțineau schițe pornografice.
Principala lui activitate a fost lucrarea în 9 volume Die Balearen (Insulele Baleare) și care i-a luat 22 de ani pentru a o finaliza.
Când a izbucnit Primul Război Mondial familia l-a obligat să părăsească Majorca iar în 1915 a murit la castelul familiei din Boemia. A fost înmormântat la Viena.
1. ↑   https://books.google.es/books?id=q59jAAAAcAAJ&dq=manuale%20del%20regno%20lombardo%20veneto&hl=es&pg=PA8#v=onepage&q&f=false Lipsește sau este vid: |title= (ajutor)
2. ↑  CONOR.SI[*] Verificați valoarea |titlelink= (ajutor)